# Lel'čycy
Lel'čycy (in bielorusso Лельчыцы?; in russo Лельчицы?, Lel'čicy) è un comune della Bielorussia, situato nella regione di Homel'.